# Francesco Grimaldi
Francesco Grimaldi di Monaco (francouzsky François Grimaldi – † 1309) byl janovský šlechtic z rodu Grimaldiů, který v noci 8. ledna 1297 za pomoci převleku za řeholníka obsadil se svými muži pevnost na Monacké skále a založil tak dodnes trvající vládu Grimaldiů v Monaku. I díky tomuto kousku byl znám pod přezdívkou il Malizia (Prohnaný, Mazaný). Jeho nástupcem se stal jeho synovec Rainer I. (dnešní Grimaldiové tedy nejsou jeho přímými potomky).

## Dobytí Monaka

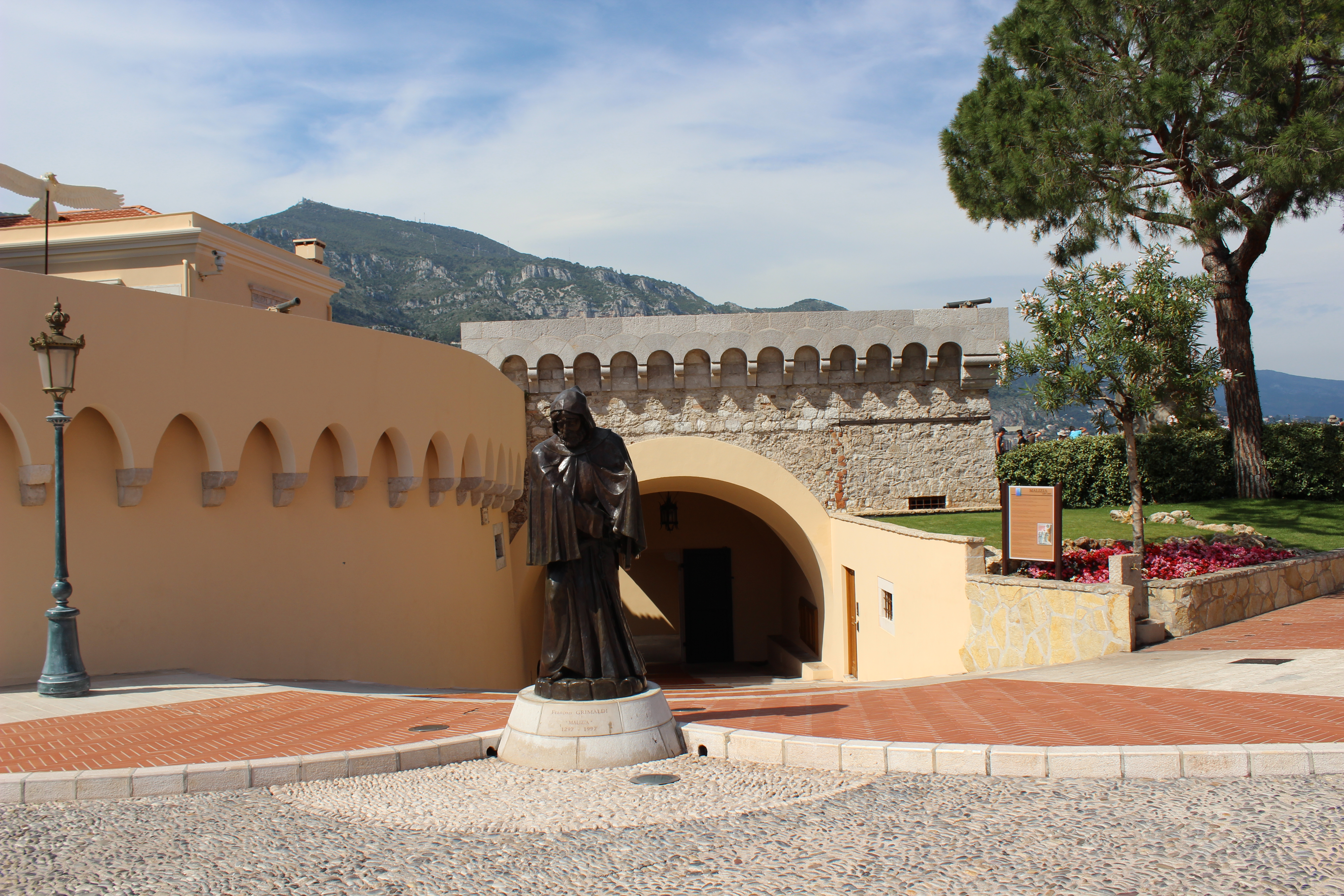
Socha Francesca Grimaldi v Monaku

Francesco, oblečený jako františkánský mnich, byl přivítán u bran monackého hradu, teprve aby se zmocnil hradu se svým bratrancem Rainierem I., pánem z Cagnes, a skupinou mužů za ním. Událost je připomínána na monackém erbu, na kterém jsou příznivci dva mniši ozbrojení meči. Čtyři roky držel monackou citadelu, než ho vyhnali Janované. Bitvy o „skálu“ převzali jeho příbuzní. Francesco tak nedokázal nastolit vládu rodu nad Monakem, ale byl prvním, kdo se o to pokusil.

## Rodina
V roce 1295 se oženil s Aurelií del Carretto; Manželství bylo bezdětné. Moderní Grimaldiové tedy nejsou potomky Francesca. Po jeho smrti v roce 1309 ho následoval jeho bratranec (a nevlastní syn) Rainier I. Monacký, pán z Cagnes.
Potomci jeho bratrance, rodina Grimaldi, vládnou Monaku dodnes. Více než sto let po převratu koupili Grimaldiové Monako od aragonské koruny v roce 1419 a stali se oficiálními a nezpochybnitelnými vládci „Monacké skály“.  Tři synové Rainiera Ila – Ambroise, Antoine a Jean – koupili Monako ve jménu Grimaldi od jeho tehdejší majitelky, královny Jolandy Aragonské.